# Dones a Singapur
Les dones a Singapur, particulament qui formaren part de la mà d'obra del país asiàtic, es troben amb haver d'equilibrar els seus papers tradicionals i de la vida moderna en la societat i l'economia de Singapur. Segons el llibre The Three Paradoxes: Working Women in Singapore, escrit per Jean Lee S.K., Kathleen Campbell i Audrey Chia, hi ha "tres paradoxes" confrontant i reptant les dones amb carrera professional de Singapur. Primer que tot, la societat de Singapur espera que les dones siguen treballadores creatives i prolífiques en l'empresa alhora que també espera que seguisquen un paper de dones tradicionals en la casa, concretament com a esposa i mare. En segon lloc, les dones de Singapur són confrontades pel "conflicte entre feina i família" resultant d'haver-se convertit en membres de la població que treballa. En tercer lloc, les gestores del país són encara poques en nombre malgrat el seu nivell educatiu i èxits que cada vegada són ambdós més alts quan són comparats amb els gestors homes.

## Drets de les dones a Singapur
El 1961, gràcies a l'impuls de Che Zahara i el Consell de Dones de Singapur es va aprovar l'Estatut de les Dones.
Fins al 2007 la violació marital no va ser reconeguda legalment. El 2007, aquesta modalitat de violació va ser reconeguda baix determinades circumstàncies que implicaren crisi en el matrimoni. Un commitè cridà perquè es derogara qualsevol immunitat donada a la violació marital el setembre de 2018.

## Negocis i política
Avui en dia, hi ha una baixa presència de dones participant en la política del país. Les dones constitueixen un 42% de la mà d'obra de Singapur, però una gran part d'aquest nombre ocupa posicions de baixes posicions i salaris baixos. Segons un article del 2011, Women's Rights Situation in Singapore, aquestes discrepàncies poden ser atribuïdes principalment no a la discriminació per gènere o desigualtats de gènere sinó a les baixes qualificacions educatives de les dones i el tindre poca experiència laboral en comparació als homes, la dedicació i concentració de les dones en el seu papel en la vida familiar i el caràcter paternalista i el temperament confucià de la societat de Singapur.
Amb relació a l'emprenedoria, el 1997 Bloomberg Busineweek afirmà que les dones de negocis a Singapur poden ser agrupades en dos categories principals: l'emprenedora qui ja podia establir-se i formar una família i la dona de negocis que cercava un substitut al convencional "camí de la carrera". Un example de dona de negocis de Singapur amb èxit va ser Catherine Lam, qui establí l'empresa coneguda com a Fabristeel, una fabricant de carros d'acer. Abans d'iniciar Fabristeel el 1979, Lam treballà com a comptable durant 10 anys. Les dones a Singapur qui s'han aventurat en iniciar negocis foren motivades per una "millor educació, la falta treball", l'ànim per aconseguir èxit empresarial i el resultant "estil de vida flexible" mentre ocupaven papers relatius als negocis.
Altre exemple és Lim Soo Hoon, qui va ser la Dona de l'Any de Singapur el 1997. Lim va ser la primera Secretària Permanent Secretary de Singapure qui treballà per a la Divisió del Servei Públic de l'oficina del Primer Ministre de Singapur. Lim va ocupar càrrecs en el Ministeri de Comerç i Indústria de Singapur, més avant en treballs del Ministeri de Transport de Singapur, i més avant en el Ministeri de Força de Treball de Singapuri el Ministeri de Desenvolupament de Comunitats, Joventut i Esports.

## Sexualitat

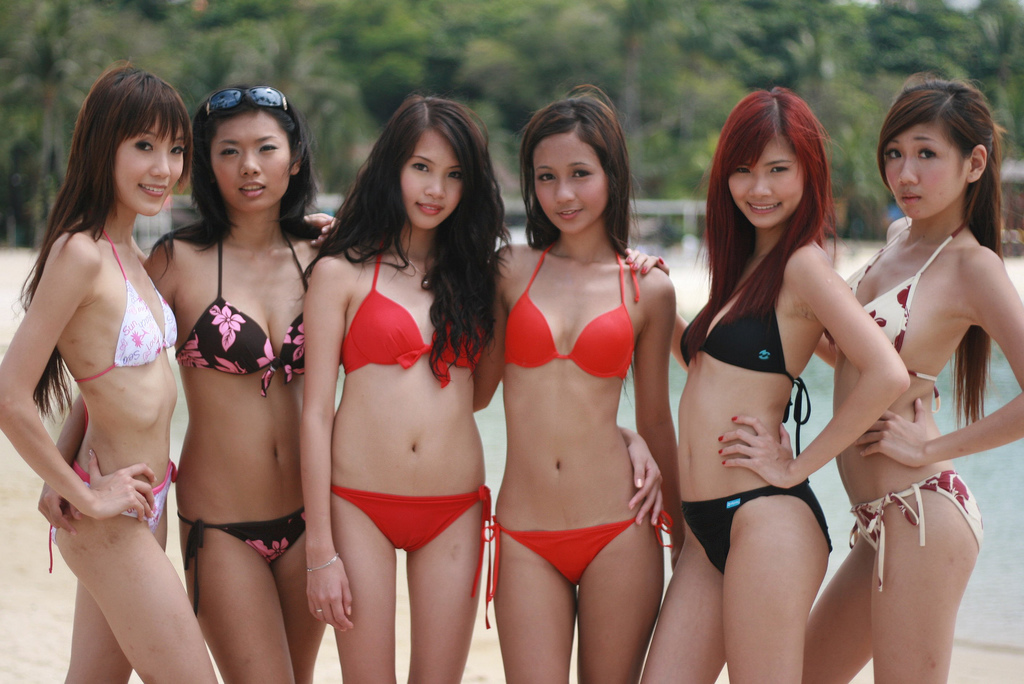
Les dones a Singapur qui s'han aventurat en la indústria de la moda i el modelatge promocional.

Respecte la sexualitat, BBC News informà el 2001 que les dones de Singapur són qui tenen una actitud més oberta cap a la intimitat sexual a l'Àsia. L'estudi trobà que el 18% de les dones entrevistades eren les "més probables en iniciar" activitats sexuals amb les seues parelles íntimes i personals. Açò sol trobar-se amb opinions mesclades, car en el cas de l'exemple del 2009 quan el Dr. Eng Kai Er caminà per Holland Village nuet amb l'estudiant d'intercanvi sueca Jan Phillip fou obligat a pagar una multa de 2.000 dòlars de Singapur amb un avís fet per l'Agència per la Ciència, la Tecnologia i la Recerca la qual patrocinà els estudis universitaris d'ella.
Durant la dècada del 2000, entre 2 i 3 de cada 10 membres infidels de parelles eren dones. Durant les dècades del 1980 i el 1990, les dones adúlteres eren casos rars. Durant la dècada del 2010, les estadístiques canviaren de manera que les dones eren adúlteres la meitat dels casos.
Durant la dècada del 2010, hi hagué una tendència entre les dones en la cinquantena i la seixantena d'edat de divorciar-se. La majoria d'aquestes dones deien que s'havien cansat de l'adulteri dels seus marits.